# Cesare Sambucetti
Cesare Sambucetti (* 15. Februar 1838 in Rom, Italien; † 12. April 1911) war ein römisch-katholischer Erzbischof und Diplomat des Heiligen Stuhls.

## Leben
Am 1. April 1882 ernannte ihn Papst Leo XIII. zum Titularerzbischof von Corinthus. Kardinalgroßpönitentiar Luigi Bilio CRSP, spendete ihm am 16. April desselben Jahres die Bischofsweihe. Am 18. April 1882 bestellte ihn Leo XIII. zum Apostolischen Delegaten in Bolivien, Ecuador und Peru. Leo XII. ernannte ihn am 8. Januar 1900 zum Apostolischen Nuntius in Bayern.